# Silice
Silice (deutsch Quidlitz) ist ein Ort in der polnischen Woiwodschaft Ermland-Masuren. Er gehört zur Gmina Purda (Landgemeinde Groß Purden) im Powiat Olsztyński (Kreis Allenstein).

## Geographische Lage
Silice liegt am Nordostufer des Quidlitz-Sees (polnisch Jezioro Silickie) im Westen der Woiwodschaft Ermland-Masuren, elf Kilometer östlich der Kreis- und Woiwodschaftshauptstadt Olsztyn (deutsch Allenstein).

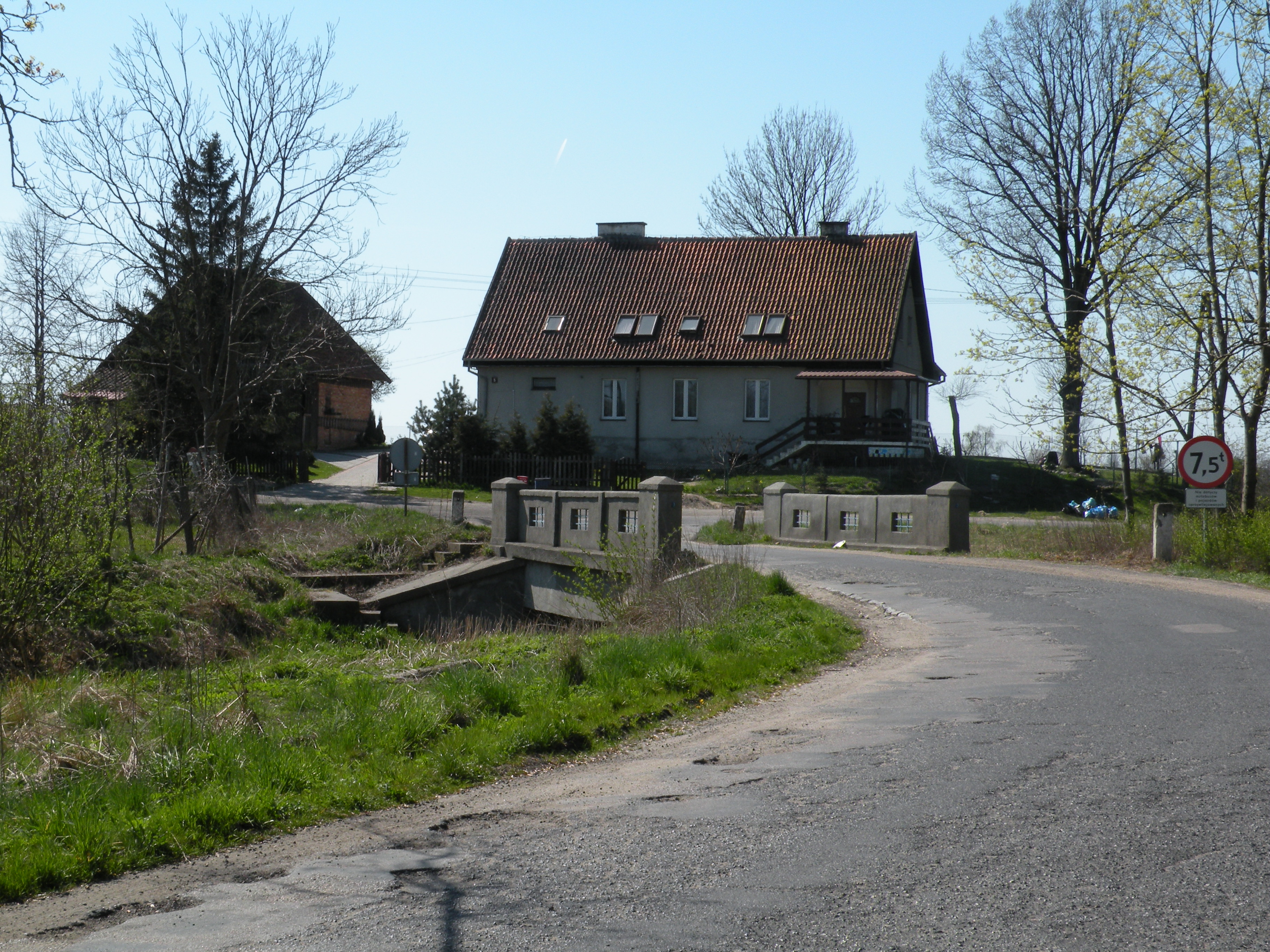
Anwesen in Silice

## Geschichte
Der seinerzeit Ernst, nach 1375 Quedlitz und vor 1785 Szylice genannte kleine Ort bestand ursprünglich aus mehreren großen und kleinen Höfen. Gründungstag ist der 21. August 1375, als dem Allensteiner Burggraf Nikolaus Kunras von Kyrpeyn Land verliehen wurde, aus dem sich der Ort entwickelt. Der Ortsname stammt von Ernst Quedlitz, der im 14. Jahrhundert Dorfschulze war.
1820 wurde Szylice als „königliches Bauerndorf“ mit 14 Feuerstellen bei 82 Einwohnern genannt. Am 3. Dezember 1861 erbrachte eine Volkszählung 17 Wohngebäude und 146 Einwohner.
Im Jahre 1874 wurde der Amtsbezirk Kleeberg (polnisch Klebark Wielki) errichtet, zu dem Quidlitz bis 1945 gehörte. Er gehörte zum ostpreußischen Kreis Allenstein.
166 Einwohner waren im Jahre 1910 in Quidlitz registriert. Ihre Zahl belief sich im Jahre 1933 auf 178 und im Jahre 1939 auf 161.

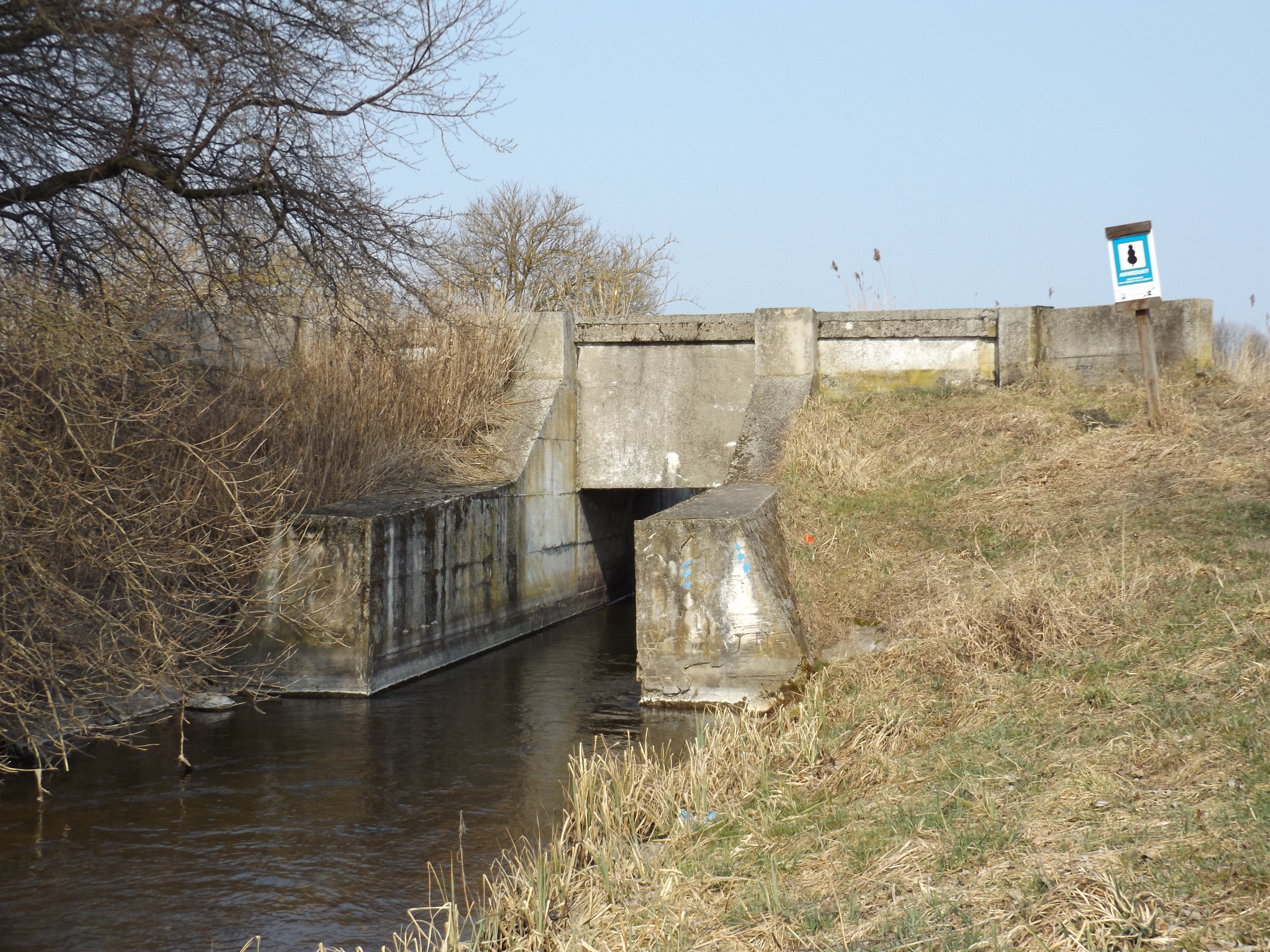
Aquädukt in Silice

In Kriegsfolge kam Quidlitz 1945 mit dem gesamten südlichen Ostpreußen zu Polen. Der Ort erhielt die polnische Namensform „Silice“ und ist heute eine Ortschaft im Verbund der Landgemeinde Purda (Groß Purden) im Powiat Olsztyński (Kreis Allenstein), von 1975 bis 1998 der Woiwodschaft Olsztyn, seither der Woiwodschaft Ermland-Masuren zugehörig. Im Jahre 2011 zählte Silice 89 Einwohner.
In Silice gibt es ein Aquädukt – die zweistöckige Kreuzung zweier Wasserkanäle, nämlich des Kanał Elżbiety und des Kanał Wiktorii.

## Kirche
Bis 1945 war Quidlitz in die evangelische Kirche Allenstein in der Kirchenprovinz Ostpreußen der Kirche der Altpreußischen Union eingegliedert, die als Christus-Erlöser-Kirche in Olsztyn auch heute noch Pfarrkirche für Silice ist, jetzt freilich der Diözese Masuren der Evangelisch-Augsburgischen Kirche in Polen zugehörig.
Katholischerseits war Quidlitz vor 1945 nach Groß Kleeberg (polnisch Klebark Wielki) im damaligen Bistum Ermland eingepfarrt. Und auch Silice gehört jetzt zur Kirche in Klebark Wielki, die nun allerdings dem Erzbistum Ermland zugeordnet ist.

## Verkehr

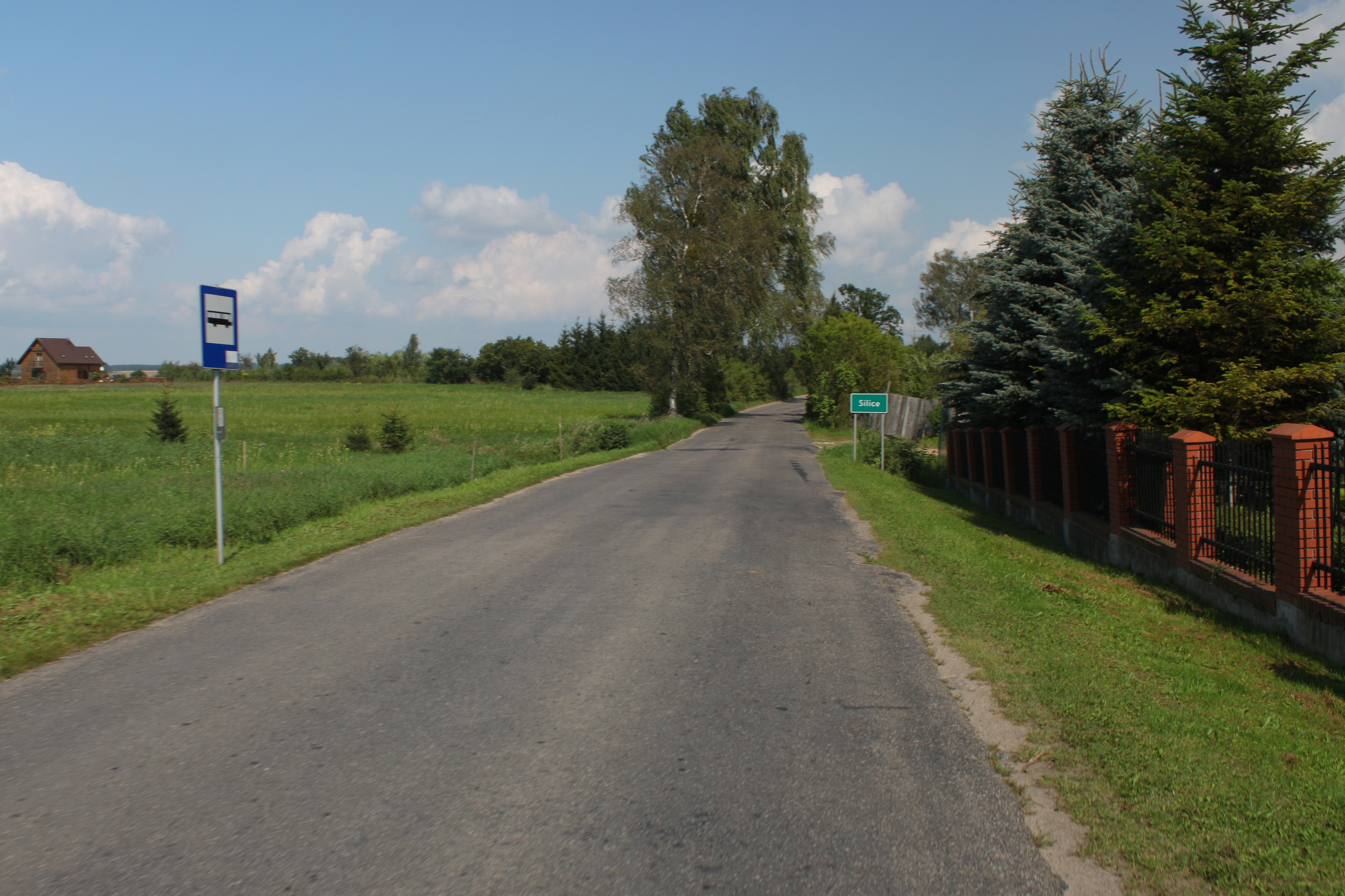
Ortseinfahrt Silice

Silice liegt an einer Nebenstraße, die von Olsztyn (Allenstein) über Klebark Wielki (Groß Kleeberg) und Patryki (Patricken) bis nach Podlazy (Podlassen, 1938 bis 1945 Klausenhof) verläuft. Eine von Barczewo (Wartenburg i. Ostpr.) über Skajboty (Skaibotten) kommende Nebenstraße endet in Silice.
Eine Anbindung an den Bahnverkehr besteht nicht.